# 波興魏爾湖

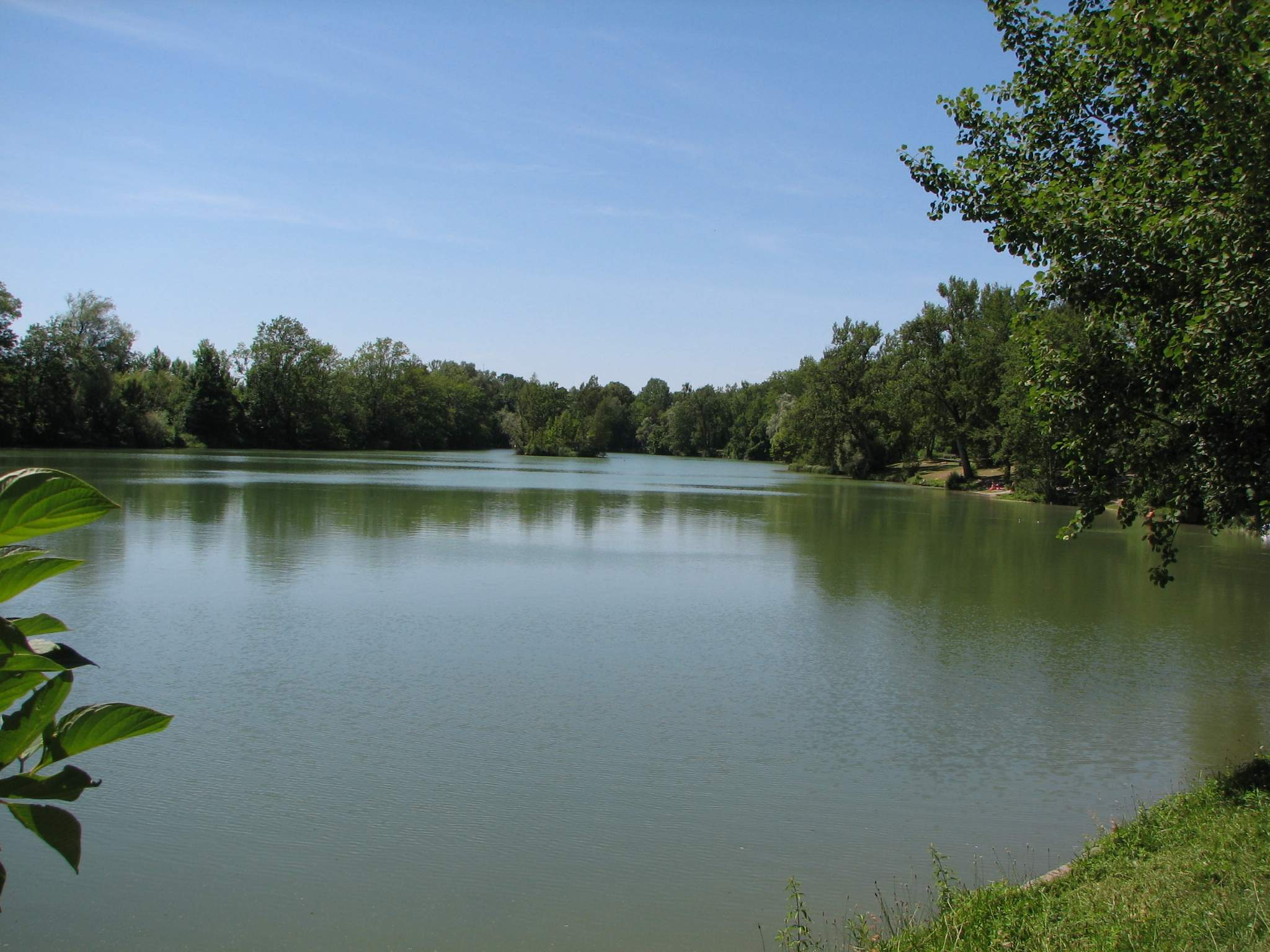

48°12′4″N 11°38′36″E / 48.20111°N 11.64333°E
波興魏爾湖（德語：Poschinger Weiher），是德國的湖泊，位於該國東南部，由巴伐利亞州負責管轄，處於伊薩爾河，長0.5公里、寬0.1公里，面積0.06平方公里，最大水深2.5米。